# Naturschutzgebiet Oberdingermoos
Das Naturschutzgebiet Oberdingermoos befindet sich im oberbayerischen Landkreis Erding, in der Gemeinde Oberding, westlich von Schwaig, südlich der Südbahn des Flughafens München. Es hat eine Größe von 138,6 ha und ist eingetragen unter NSG-00492.01.
Das Erdinger Moos hatte einst ausgedehnte Moosflächen, von denen aber nur noch Reste erhalten sind. Insbesondere durch den Bau des Großflughafens München (eröffnet 1992) kam es zu erheblichen Veränderungen und Grundwasserabsenkungen.
Das Naturschutzgebiet ist gekennzeichnet durch einen kleinräumigen Wechsel von ungenutzten und intensiv genutzten Flächen. Es gibt auch Birkenwälder, Gebüsche und nährstoffreiche Staudenfluren.